# Seseli
Seseli  es un género botánico perteneciente a la familia Apiaceae.  Comprende 360 especies descritas y de estas, solo 48 aceptadas.

## Descripción
Son hierbas perennes. Los tallos con restos fibrosos de las hojas viejas en la base. Inflorescencias generalmente con brácteas y bracteolas. Hojas 2-3 pinnatisectas; las basales pecioladas; las caulinares sentadas. Dientes del cáliz ausentes o poco desarrollados. Pétalos finamente pubescentes por la cara externa, blancos. Frutos ovoideos, densa y cortamente ciliados. Con 1 vita por valécula y 2 vitas comisurales. Endospermo plano.

## Taxonomía
El género fue descrito por Carlos Linneo y publicado en Species Plantarum 1: 259. 1753. La especie tipo es:	Seseli tortuosum L. 

## Especies
| - Seseli abolinii - Seseli acaulis - Seseli aegopodium - Seseli aemulans - Seseli albescens - Seseli alboalatum - Seseli alexeenkoi - Seseli algens - Seseli alpinum - Seseli altissimum - Seseli ammi - Seseli ammoides - Seseli amnoides - Seseli amomum - Seseli andronakii - Seseli annum - Seseli annuum - Seseli arenarium - Seseli aroanicum - Seseli articulatum - Seseli asperulum - Seseli athamantha - Seseli athamanthoides - Seseli athamantoides - Seseli atlanticum - Seseli austriacum - Seseli bienne - Seseli bocconei - Seseli bocconi - Seseli bosnense - Seseli buchtormense - Seseli bulgaricum - Seseli caespitosum - Seseli caffrum - Seseli campestre - Seseli cantabrica - Seseli cantabricum - Seseli carum - Seseli carvi - Seseli carvifolia - Seseli carvifolium - Seseli chaerophylloides - Seseli cinereum - Seseli coloratum - Seseli condensatum - Seseli coreanum - Seseli coronatum - Seseli corsicum - Seseli creticum - Seseli crithmifolium - Seseli cuneifolium - Seseli curvifolium - Seseli cyclolobum - Seseli daucifolium - Seseli decipiens - Seseli defoliatum - Seseli degenii - Seseli delavayi - Seseli depressum - Seseli desertorum - Seseli devenyense - Seseli dichotomum - Seseli diffusum - Seseli dioicum - Seseli divaricatum - Seseli djianeae - Seseli dolichostyla - Seseli dubium - Seseli elatum - Seseli elegans - Seseli eriocarpum - Seseli eriocephalum - Seseli eryngioides - Seseli falcaria - Seseli farrenyi - Seseli fasciculatum - Seseli fedtschenkoanum - Seseli ferulaceum - Seseli ferulaefolium - Seseli floribundum - Seseli foeniculifolium - Seseli foeniculum - Seseli foliosum - Seseli fragile - Seseli galloprovinciale - Seseli giraldii - Seseli glabratum - Seseli glaucescens - Seseli glaucum - Seseli globiferum - Seseli gouani - Seseli gouanii - Seseli gracile - Seseli granatense - Seseli grandivittatum - Seseli graveolens - Seseli grubovii - Seseli gummiferum - Seseli hallii - Seseli hartvigii - Seseli harveyanum - Seseli harveyanus - Seseli haussknechtii - Seseli hercegovinum - Seseli heterophyllum - Seseli hippomarathrum - Seseli hypoleucum - Seseli hyppomarathrum - Seseli inaequale - Seseli indicum - Seseli intermedium - Seseli intramongolicum - Seseli intricatum - Seseli inundatum - Seseli irramosum - Seseli jinanense - Seseli jomuticum | - Seseli junceum - Seseli karateginum - Seseli korshynskyi - Seseli krylovii - Seseli laserpitifolium - Seseli laticalycinum - Seseli ledebouri - Seseli ledebourii - Seseli lehmannii - Seseli leucospermum - Seseli libanotis - Seseli littoraee - Seseli longifolium - Seseli lucanum - Seseli luteolum - Seseli macedonicum - Seseli macrophyllum - Seseli mairei - Seseli malyi - Seseli marginatum - Seseli massiliense - Seseli mathioli - Seseli mazzocchii-alemannii - Seseli meum - Seseli mironovii - Seseli monstrosa - Seseli monstrosum - Seseli montanum - Seseli montanun - Seseli mucronatum - Seseli multicaule - Seseli nanum - Seseli natalense - Seseli nodiflorum - Seseli nortonii - Seseli nuttalli - Seseli nuttallii - Seseli olivieri - Seseli osseum - Seseli pallasii - Seseli parnassicum - Seseli patens - Seseli pauciradiatum - Seseli peixoteanum - Seseli pelliotii - Seseli pencanum - Seseli petraeum - Seseli petrosciadium - Seseli peucedanifolium - Seseli peucedanoides - Seseli pimpinelloides - Seseli piperitum - Seseli platyphyllum - Seseli podlechii - Seseli polyphyllum - Seseli ponticum - Seseli praecox - Seseli pratense - Seseli proliferum - Seseli promonense - Seseli puberulum - Seseli pubicarpum - Seseli pumilum - Seseli purpureo-vaginatum - Seseli purpureum - Seseli pusillum - Seseli pyrenaeum - Seseli pyrenaicum - Seseli ramosissimum - Seseli reichenbachii - Seseli resinosum - Seseli rhodopeum - Seseli rigidum - Seseli royredanum - Seseli rubellum - Seseli sandbergiae - Seseli saxifragum - Seseli schrenkianum - Seseli scopulorum - Seseli selinoides - Seseli seseloides - Seseli sessiliflorum - Seseli siamensis - Seseli siamicum - Seseli sibiricum - Seseli sibthorpii - Seseli sondorii - Seseli splendens - Seseli squarrulosum - Seseli strictum - Seseli tachiroei - Seseli talassicum - Seseli tenuifolium - Seseli tenuisectum - Seseli tomentosum - Seseli tommasinii - Seseli tortuosum - Seseli transcaucasicum - Seseli trilobum - Seseli triternatum - Seseli tschuiliense - Seseli turbith - Seseli valentinae - Seseli validum - Seseli varium - Seseli vayredanum - Seseli venosum - Seseli verticillatum - Seseli veyredanum - Seseli viarum - Seseli virescens - Seseli vulgare - Seseli wannienchun - Seseli wawrae - Seseli webbi - Seseli webbii - Seseli yunnanense |